# Pseudonoorda rubricostalis
Pseudonoorda rubricostalis là một loài bướm đêm trong họ Crambidae.